# Pole-Position

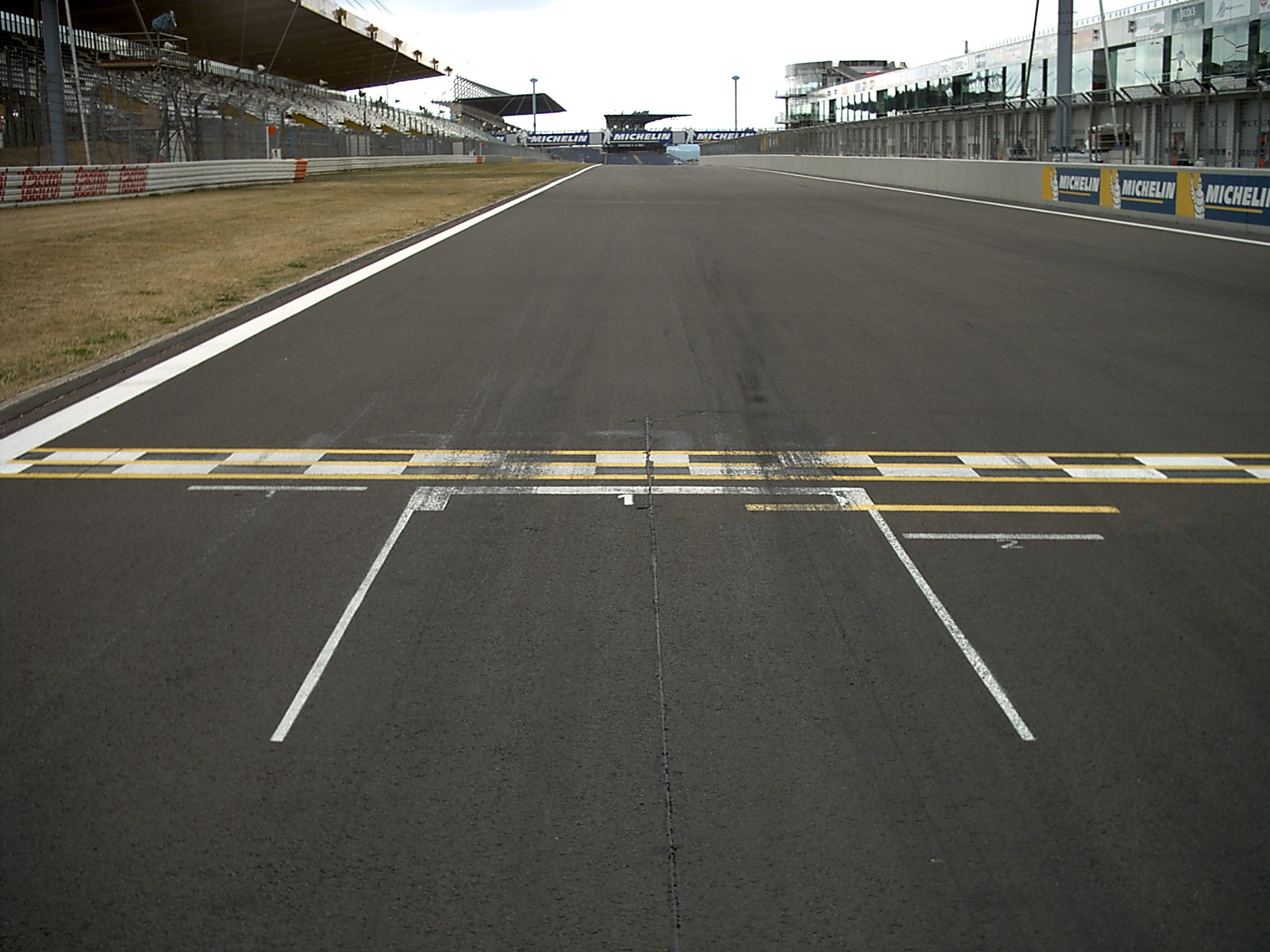
Pole-Position des Nürburgrings in Fahrtrichtung

Die Pole-Position oder Poleposition, auch Pole genannt [ˈpəʊ̯l pəˌzɪʃn] (engl. pole position, pole für Pfahl, Pfosten, Stange), ist im Motorsport der Startplatz in der ersten Startreihe auf dem sogenannten Starting-Grid (engl. grid, in diesem Kontext für dt. Rasterfeld), der für die Teilnehmer am vorteilhaftesten ist. Die Pole-Position wird vor dem jeweiligen Rennen zumeist durch eine Qualifikation erlangt, beispielsweise durch das Fahren der schnellsten Trainings- oder Qualifikationszeit.

## Herkunft und allgemeiner Sprachgebrauch
Der Ausdruck selbst stammt aus dem englischen Pferderennsport, wo die ovale Rennbahn nach innen mit einem Geländer aus Holzstangen (poles) abgegrenzt ist. Wer vom Platz direkt neben dieser Abgrenzung (also von der pole position aus) starten kann, hat die kürzere Innenbahn für sich; die anderen Starter müssen zum Überholen eine längere Außenbahn nehmen und sind dadurch leicht benachteiligt. Diese Pole war auch bei frühen Autorennen, wie etwa in Brooklands, zu finden und hat sich im Motorsport bis heute gehalten.
Die Pole-Position liegt in der Regel auf der saubereren Fahrbahnhälfte und ermöglicht dem Pole-Setter eine bessere Traktion. War in früheren Zeiten in den meisten Rennsportarten die Pole-Position festgelegt (fast immer auf der Innenbahn für die erste Kurve), so darf der Pole-Sitter heutzutage seinen Pole zumeist selbst wählen.
Im deutschen Sprachraum wird häufiger der Begriff Pole-Setter (Pfostensetzer) verwendet, der international weiter verbreitete Begriff lautet jedoch Pole-Sitter (für engl. pole sitter, Pfostensitzer). Im allgemeinen Sprachgebrauch steht der Ausdruck auch im übertragenen Sinn für einen Vorteil gegenüber den Konkurrenten in einem Wettbewerb um die gleiche Sache.

## Praktische Bedeutung
Ab den 1950ern bis in die 1970er-Jahre hinein startete die Formel 1 je nach Rennkurs auch mit drei oder vier Wagen aus der Frontreihe, wodurch sich der Vorteil der ersten Startreihe etwas reduzierte.
Ab den 1970er-Jahren wurde Zahl der Fahrzeuge pro Startreihe auf zwei begrenzt, das Ergebnis des Qualifyings wurde dadurch immer wichtiger, wodurch auch ein Reifen- und Motorenwettrüsten einsetzte. 
Bis Anfang der 1990er-Jahre wurden auch Reifen mit speziellen weichen Gummimischungen durch die Hersteller Goodyear, Pirelli und Michelin angeboten, die zwar „nur“ für einige Runden zu gebrauchen waren, aber für eine einzelne sehr schnelle Runde ausreichten. Üblich war auch der Einsatz von besonderen Ausbaustufen der Motoren in den Qualifikationsrunden, die über das im Renneinsatz übliche Drehzahllimit belastet werden konnten, oder noch nicht ausreichend auf dem Teststand geprüfte Aggregate, die für den eigentlichen Renneinsatz wieder durch standfestere Triebwerke ersetzt wurden.
In Anbetracht der geringen Überholmöglichkeiten auf vielen Rennkursen des heutigen Motorsport-Geschehens, und hier ganz besonders bei Sprintrennen über kurze Distanzen, wird der Pole-Position ein hoher Stellenwert eingeräumt, da sie gerne als „die halbe Miete“ für einen eventuellen späteren Sieg angesehen wird.